# Tora! Tora! Tora!
Tora! Tora! Tora! er en amerikansk krigsfilm fra 1970, der handler om angrebet på Pearl Harbor. Filmen søger at vise angrebet set i perspektiv fra både Japan og USA.
Filmen modtog en Oscar for bedste visuelle effekter og var nomineret til en Oscar i kategorierne lyd, klipning, fotografering og scenografi.
"Tora" betyder på japansk "tiger", men er i filmen anvendt som kodeord, der angiver, at der er opnået et overraskelseselement.